# Vaucochard et fils Ier
Vaucochard et fils 1er è un'operetta incompiuta del compositore francese Emmanuel Chabrier di cui sopravvivono solo alcuni numeri. Il libretto francese era di Paul Verlaine.

## Storia
All'inizio degli anni 1860 Chabrier era amico intimo di Verlaine e cenava nella casa dei Verlaine, in rue Lecluze, ogni sabato dal 1860-1863. Con Verlaine e Chabrier, tra gli amici che si incontravano lì figurano Albert Mérat, Adolphe Racot, François Coppée, Louis-Xavier de Ricard e Édouard Lepelletier.
Sebbene Roger Delage abbia datato il lavoro di Chabrier alla partitura di Vaucochard et fils 1er intorno al 1864, Verlaine continuò a menzionare il lavoro per il progetto per diversi anni dopo. Esistono solo quattro numeri completi di questa prima piece comica in cui il ruolo del protagonista in modo codardo ma osceno è una satira di Napoleone III.
In questo, che è uno dei primissimi lavori di Chabrier, Poulenc discerneva elementi del vero stile del compositore nella "Chanson de l'homme armé", mentre Delage nota due ritmi preferiti del compositore: il valzer nel duo per Aglaé e Médéric e la bourrée nel trio finale.

## Storia delle esecuzioni
I numeri sopravvissuti di Vaucochard et fils 1er furono eseguiti per la prima volta il 22 aprile 1941 nella Sala del Conservatorio di Parigi con Germaine Cernay, Lucienne Trajin, Paul Derenne e Roger Bourdin, diretti da Roger Désormière. Una registrazione dei quattro numeri fu fatta a Strasburgo nel 1992, diretta da Roger Delage.

## Ruoli
| Ruolo      | Registro voce | Cast della prima, 22 aprile 1941 |
| ---------- | ------------- | -------------------------------- |
| Douyoudou  | mezzosoprano  | Germaine Cernay                  |
| Aglaé      | soprano       | Lucienne Trajin                  |
| Médéric    | baritono      | Roger Bourdin                    |
| Vaucochard | tenore        | Paul Derenne                     |